# Élisabeth de Goerlitz
 (août 2024).
 (juin 2022).
La mise en forme du texte ne suit pas les recommandations de Wikipédia : il faut le « wikifier ».
Les points d'amélioration suivants sont les cas les plus fréquents. Le détail des points à revoir est peut-être précisé sur la page de discussion.
- Les titres sont pré-formatés par le logiciel. Ils ne sont ni en capitales, ni en gras.
- Le texte ne doit pas être écrit en capitales (les noms de famille non plus), ni en gras, ni en italique, ni en « petit »…
- Le gras n'est utilisé que pour surligner le titre de l'article dans l'introduction, une seule fois.
- L'italique est rarement utilisé : mots en langue étrangère, titres d'œuvres, noms de bateaux, etc.
- Les citations ne sont pas en italique mais en corps de texte normal. Elles sont entourées par des guillemets français : « et ».
- Les listes à puces sont à éviter, des paragraphes rédigés étant largement préférés. Les tableaux sont à réserver à la présentation de données structurées (résultats, etc.).
- Les appels de note de bas de page (petits chiffres en exposant, introduits par l'outil «  Source ») sont à placer entre la fin de phrase et le point final[comme ça].
- Les liens internes (vers d'autres articles de Wikipédia) sont à choisir avec parcimonie. Créez des liens vers des articles approfondissant le sujet. Les termes génériques sans rapport avec le sujet sont à éviter, ainsi que les répétitions de liens vers un même terme.
- Les liens externes sont à placer uniquement dans une section « Liens externes », à la fin de l'article. Ces liens sont à choisir avec parcimonie suivant les règles définies. Si un lien sert de source à l'article, son insertion dans le texte est à faire par les notes de bas de page.
- La présentation des références doit suivre les conventions bibliographiques. Il est recommandé d'utiliser les modèles {{Ouvrage}}, {{Chapitre}}, {{Article}}, {{Lien web}} et/ou {{Bibliographie}}. Le mode d'édition visuel peut mettre en forme automatiquement les références.
- Insérer une infobox (cadre d'informations à droite) n'est pas obligatoire pour parachever la mise en page.

Pour une aide détaillée, merci de consulter Aide:Wikification.
Si vous pensez que ces points ont été résolus, vous pouvez retirer ce bandeau et améliorer la mise en forme d'un autre article.
Élisabeth de Luxembourg ou Élisabeth de Goerlitz, née à Hořovice en Bohême en décembre 1390, morte à Trèves le 3 août 1451, est duchesse engagère de Luxembourg de 1411 à 1441.

## Origine
Elle est fille de Jean de Luxembourg, duc de Goerlitz, troisième fils de l'empereur Charles IV du Saint Empire, et de Catherine (ou Richardis) de Mecklembourg-Schwerin.

## Unions et postérité
Le 16 juillet 1409, elle épousa Antoine de Brabant (1384 † 1415), duc de Brabant et de Limbourg, fils cadet de Philippe II, duc de Bourgogne et de Marguerite III, comtesse de Flandre.
Ne pouvant payer sa dot, son oncle l'empereur Sigismond lui donna en gage le duché de Luxembourg en 1411. Elle en prit possession avec son mari, mais celui-ci fut tué quelques années plus tard, après avoir été fait prisonnier à la bataille d'Azincourt.
Le couple a deux enfants :
- Guillaume (1410-1410)
- un enfant né et mort en 1412

Elle se remarie en 1418 avec Jean III de Wittelsbach (1376 † 1425), duc de Bavière Straubing, mais est à nouveau rapidement veuve et sans enfant.
Menant grand train et criblée de dettes, elle vend en 1441 le Luxembourg à Philippe III le Bon, duc de Bourgogne, un des neveux de son premier époux. Cette vente est cependant mal acceptée par les Luxembourgeois qui lui reprochent d'avoir vendu le duché à un prince étranger, et elle se retire à Trèves.
Elle y meurt dix ans plus tard à l'âge de 60 ans.

## Sources
- Alfred Lefort, La Maison souveraine de Luxembourg, Reims, Imprimerie Lucien Monge, 1902, 262 p. [détail de l’édition]